# Barrière de l'Étoile
La  barrière de l’Étoile, barrière des Champs-Elysées ou barrière de Neuilly, était une barrière d'octroi de l'enceinte des Fermiers généraux ouverte en 1788 et démolie en 1860.

## Situation
La barrière de l’Étoile était située sur le pourtour est de la place de l’Étoile. Ses deux pavillons étaient dans l’axe de l’avenue des Champs-Élysées entre deux tronçons du mur d’enceinte formant un demi-cercle sur la circonférence de la place. Au-delà des parties courbes, ce mur se prolongeait en ligne droite entre un chemin de ronde intérieur côté ville de Paris et un boulevard extérieur, au nord de la place jusqu’à la barrière du Roule (à l’emplacement de l’actuelle place des Ternes), au sud jusqu’à la barrière des Réservoirs (à l’emplacement de l’actuelle impasse Kléber). Sur cette partie au sud de la place, le mur était décalé vers l'est jusqu'au niveau des numéros impairs de l'actuelle rue Dumont-d'Urville, pour contourner le bâtiment en construction en 1788 de l'école des orphelins militaires qui ne fut pas achevé et disparut en 1805.
La barrière était donc à proximité de l’Arc de triomphe édifié de 1806 à 1836.

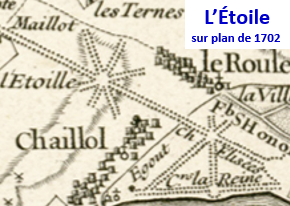
L’Étoile en 1702.
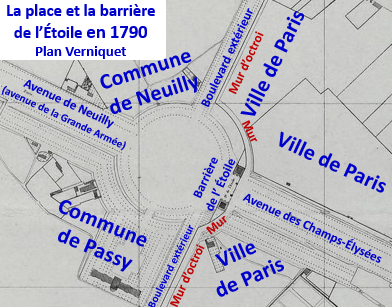
Place et barrière de l'Étoile en 1790.
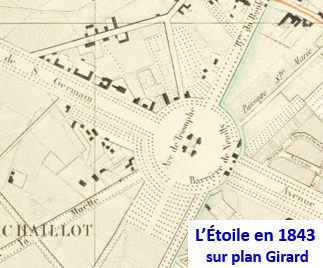
L'Étoile en 1843.
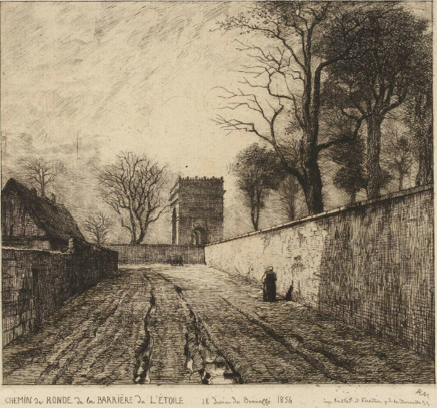
Chemin de ronde en 1854. Boulevard extérieur à droite derrière le mur.

## Origine du nom
La barrière tire son nom de la place située au sommet d’une butte au centre d’une étoile de chemins visibles sur un plan de 1702, le plan Roussel de 1730 et le plan Delagrive de 1740. Elle fut également appelée « barrière des Champs-Élysées » du nom de l’avenue éponyme et « barrière de Neuilly » car elle donnait accès à la route ou avenue de Neuilly, actuellement avenue de la Grande Armée.

## Description
La barrière comprenait deux pavillons carrés surmontés sur chaque face d'un fronton soutenu par des colonnes françaises et couronnés d’un cylindre intérieur central.

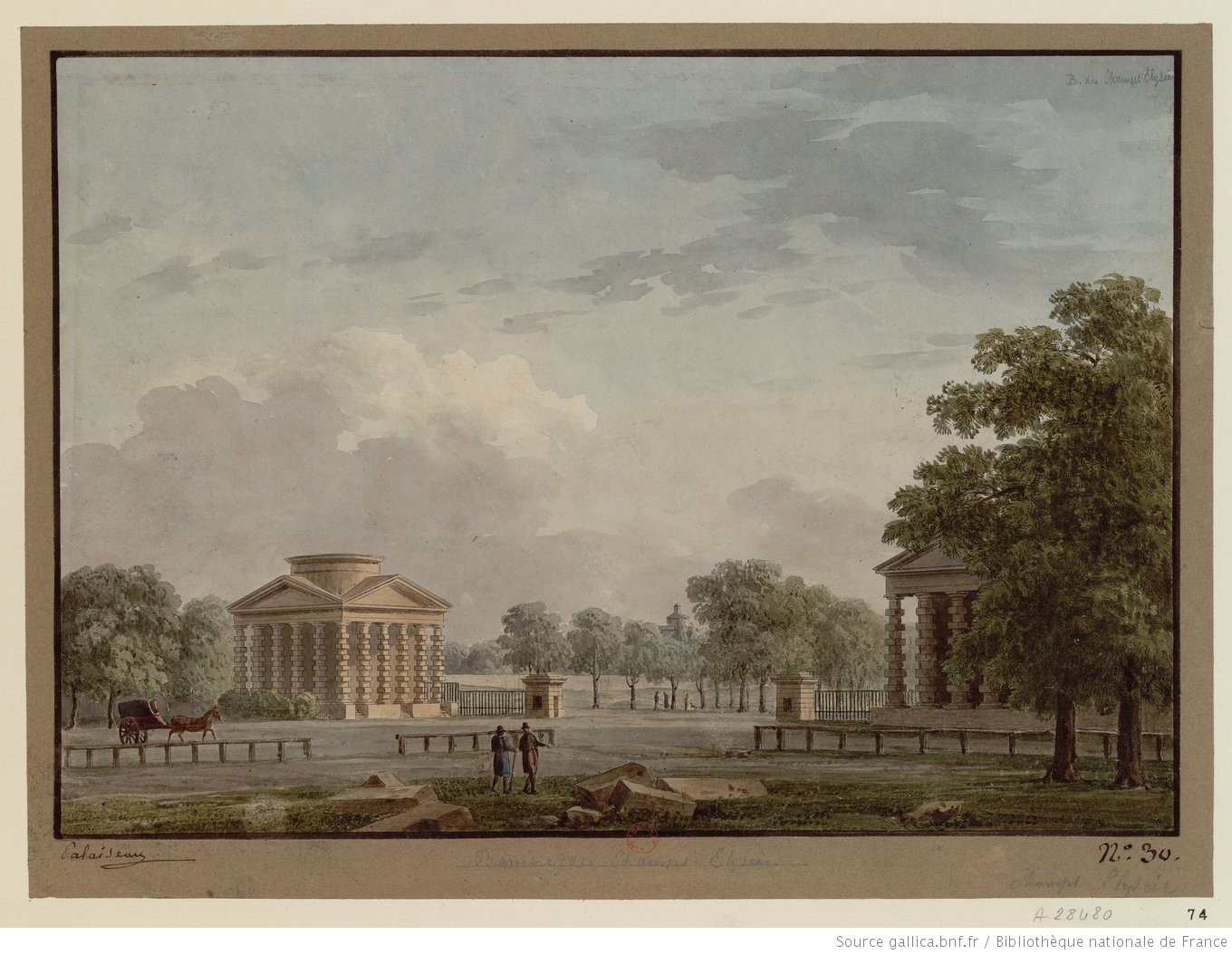
Barrière des Champs-Élysées en 1818.
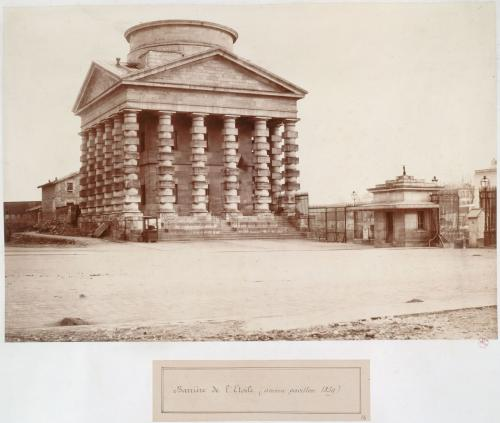
Barrière de l'Étoile en 1859.
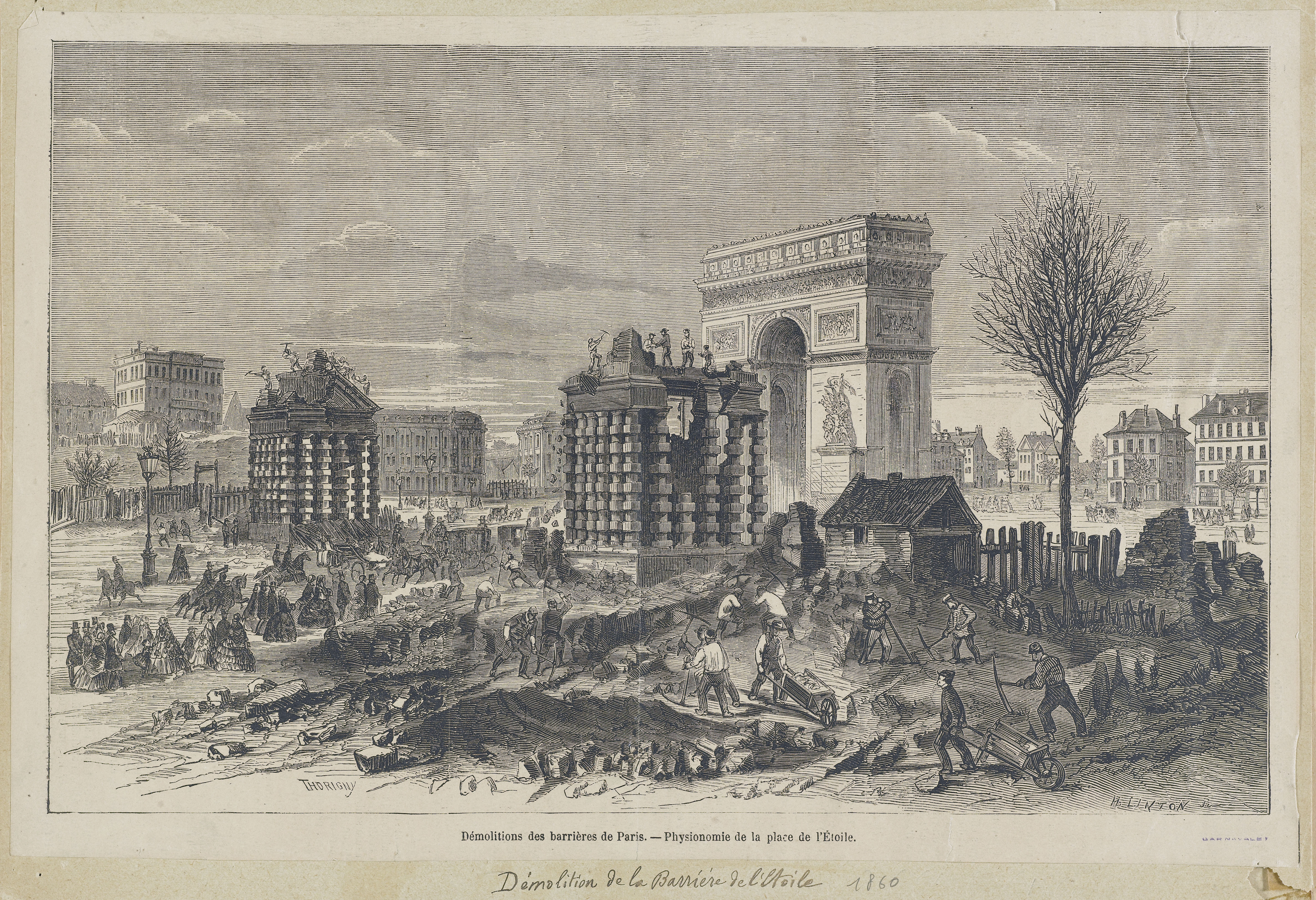
Démolition de la barrière de l'Étoile en 1860.

## Historique
La barrière de l’Étoile fut le théâtre de fêtes et de plusieurs grands évènements.
- L’Assemblée nationale ayant supprimé les droits d’entrée à partir du 1er mai 1791 offrit aux Parisiens, à cette occasion, une grande fête qui se concentra particulièrement à la barrière des Champs-Elysées et dura plusieurs jours.
- La famille royale entre à Paris par la barrière de l'Étoile le 25 juin 1791 vers 9 heures du soir de retour de la fuite de Varennes après avoir contourné Paris par les boulevards extérieurs. La berline entourée de deux haies de Gardes nationaux et d'une foule silencieuse descend ensuite l'avenue des Champs-Élysées jusqu'au palais des Tuileries.
- Le 14 juillet 1801, un feu d’artifice est tiré pour célébrer l’anniversaire de la prise de la Bastille.
- Le 2 avril 1810, lendemain du mariage civil de Napoléon Bonaparte et de Marie-Louise au château de Saint-Cloud, le cortège impérial se dirigeant vers les Tuileries où devait être célébré le mariage religieux passa sous l’Arc de triomphe en construction, recouvert par un monument factice à ossature en charpente recouverte de toile et entre les bâtiments des barrières décorés somptueusement.
- Une fête eut lieu en 1824 au retour d’Espagne du duc d’Angoulême après la victoire du Trocadéro.
- Le 3 août 1830, une foule de dix à vingt mille hommes se réunit barrière de l’Étoile pour se diriger sous les ordres du général Pajol à Rambouillet où s’était réfugié Charles X après les journées de Juillet et contraindre le roi déchu à s’exiler.
- Le 29 juillet 1836, l’Arc de triomphe dont les travaux avaient été commencés en 1806 est inauguré solennellement.
- Retour des cendres de Napoléon le 15 décembre 1840.
- Le 20 avril 1848, fête de la Fraternité au cours de laquelle les membres du gouvernement provisoire et les représentants du peuple remettent les drapeaux à l’armée et la Garde nationale prêtant serment à la nouvelle République.
- Le 2 décembre 1852, jour de la proclamation de l’Empire, Napoléon III part à cheval du château de Saint-Cloud et entre à Paris par l’Arc de triomphe pour gagner le palais des Tuileries[2].

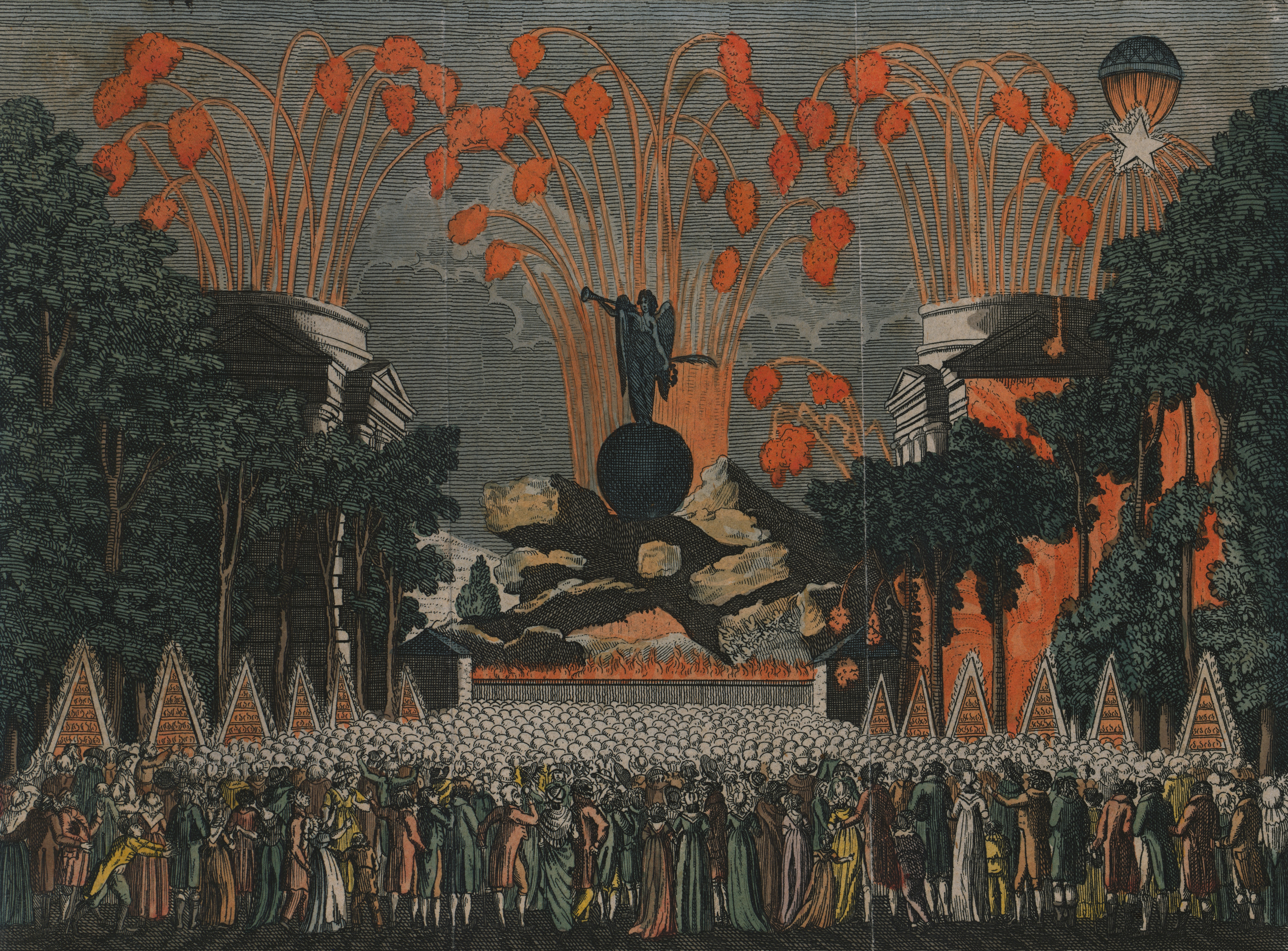
Feu d’artifice du 14 juillet 1801.
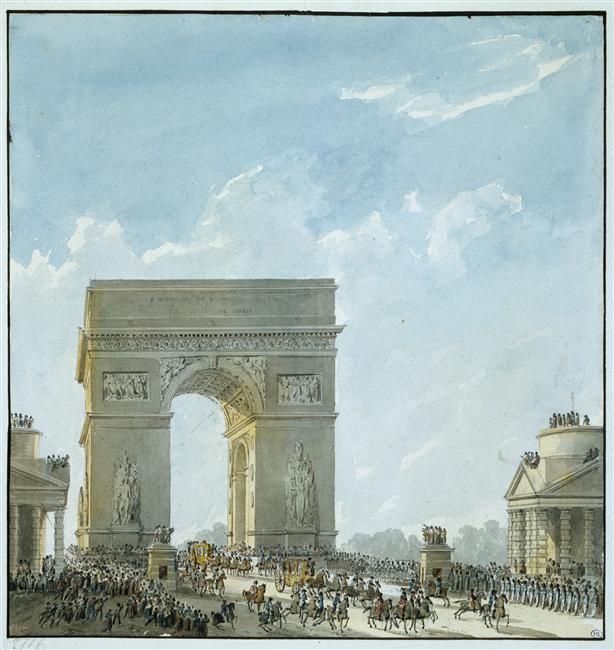
Entrée du cortège impérial de Napoléon et Marie-Louise.
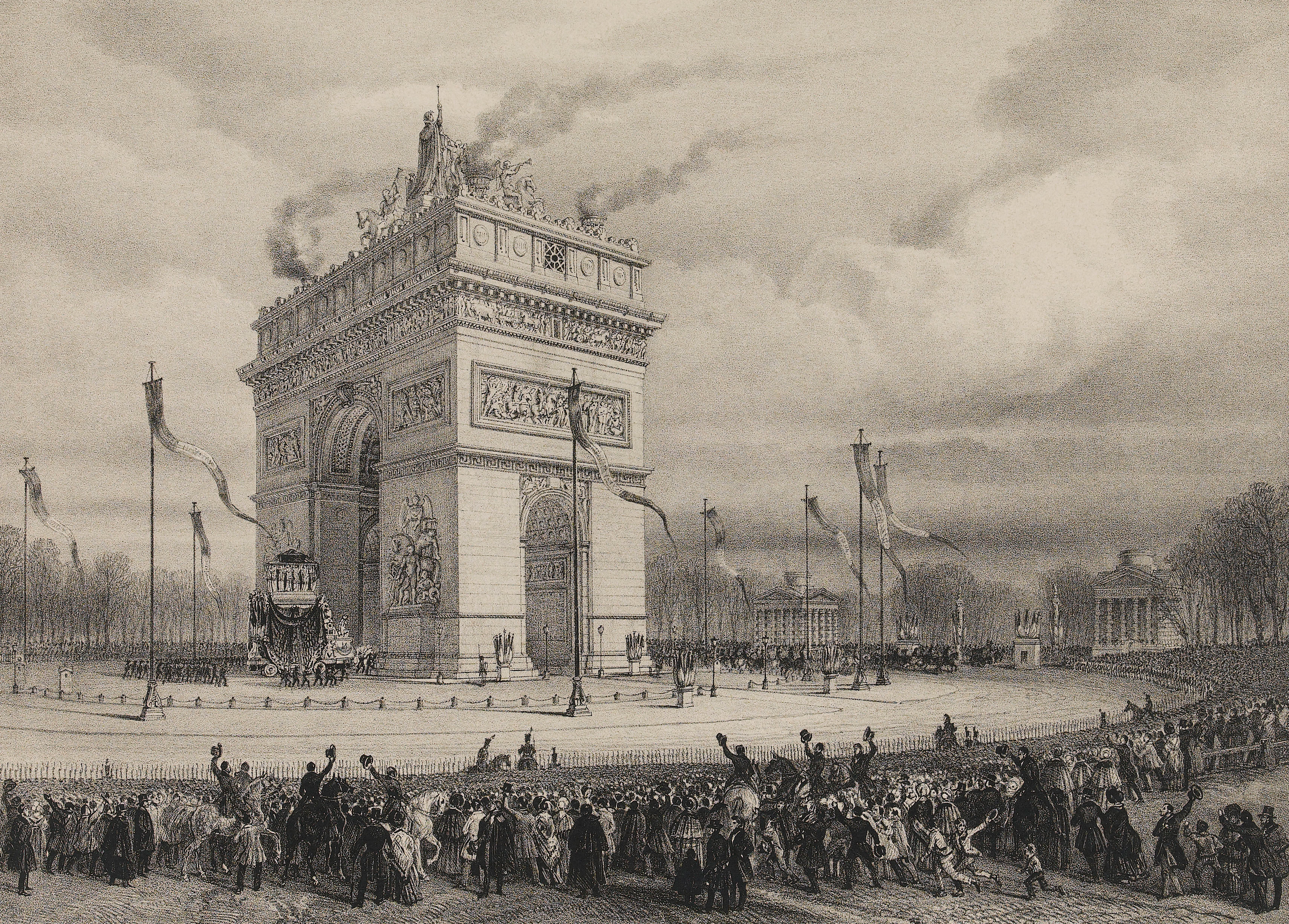
Retour des cendres de Napoléon.
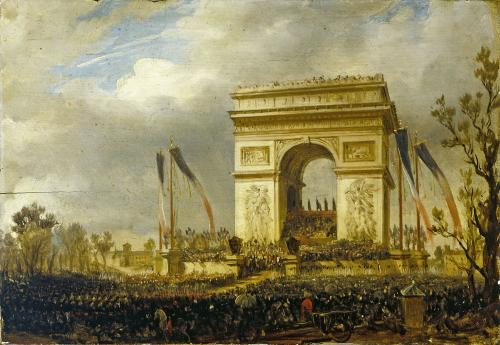
Fête de la Fraternité 1848.
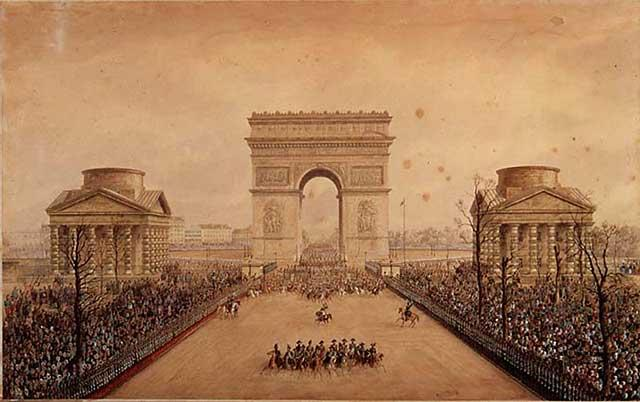
Entrée de Napoléon III à Paris.